# 查尔斯·E·伍德沃思
查尔斯·E·伍德沃思（1897年—1966年）是一位美国动物学家和昆虫学家，二战期间为美国陆军少校，后任职于美国农业部下属的農業研究局。